# Mestis

Mestis-Logo

Mestis ist die zweithöchste finnische Eishockeyliga. Sie wurde im Jahr 2000 gegründet und ersetzte die erste Division. Gleichzeitig wurde sie die höchste Liga, die durch reine spielerische Leistung erreicht werden konnte, da die SM-liiga „geschlossen“ wurde, was in Eishockeysprache heißt, dass es keinen Auf- und Abstieg mehr gibt. Dies bedeutet aber nicht, dass nicht mehr neue Mannschaften aufgenommen werden. Die Mannschaften der Mestis müssen erst besondere Standards erreichen, um in die SM-liiga versetzt zu werden. Erst in der Liga 2009/10 wurde sie wieder geöffnet. Der 14. der SM-lliga spielt in einer Best-of-7-Serie gegen den Meister der Mestis um Verbleib bzw. Aufstieg in die SM-liiga.
Zurzeit spielen 13 Mannschaften in der Liga.

## Mannschaften 2022/23
| Club          | Stadt             | Spielstätte              | Gründung | In der Mestis seit | Trainer          |
| ------------- | ----------------- | ------------------------ | -------- | ------------------ | ---------------- |
| FPS           | Forssa            | Forssan jäähalli         | 1931     | 2020               | Asko Rantanen    |
| Hermes        | Kokkola           | Kokkolan jäähalli        | 1953     | 2015               | Tuukka Poikonen  |
| HK Zemgale    | Jelgava, Lettland | Jelgavas ledus halle     | 2002     | 2022               | Artis Ābols      |
| Hokki         | Kajaani           | Kajaanin jäähalli        | 1968     | 2019               | Pasi Räsänen     |
| IPK           | Iisalmi           | Kankaan jäähalli         | 1966     | 2016               | Niko Härkönen    |
| Ketterä       | Imatra            | Imatra Spa Areena        | 1957     | 2017               | Tuomo Ropo       |
| KeuPa HT      | Keuruu            | Keuruun jäähalli         | 1995     | 2014               | Sami Ryhänen     |
| Kiekko-Espoo  | Espoo             | Espoo Metro Areena       | 2018     | 2020               | Tomas Westerlund |
| Kiekko-Pojat  | Joensuu           | PKS Areena               | 1953     | 2015               | Simo Karjalainen |
| Kiekko-Vantaa | Vantaa            | Trio Areena              | 1994     | 2000               | Jani Manninen    |
| Koovee        | Tampere           | Tampereen jäähalli II    | 1929     | 2018               | Miikka Kuusela   |
| Peliitat      | Heinola           | Versowood Areena         | 1984     | 2006               | Hannes Hyvönen   |
| RoKi          | Rovaniemi         | Lappi Areena             | 1979     | 2015               | Maso Lehtonen    |
| TUTO Hockey   | Turku             | Kupittaan monitoimihalli | 1929     | 1996               | Hermanni Vidman  |

## Gewinner
Die bisherigen Gewinner der Mestis-Meisterschaft:
| Jahr | Gold      | Silber      | Bronze       | Hauptrunde  |
| ---- | --------- | ----------- | ------------ | ----------- |
| 2001 | Jukurit   | TuTo        | Hermes       | TuTo        |
| 2002 | Jukurit   | KooKoo      | KalPa        | Jukurit     |
| 2003 | Jukurit   | K-Vantaa    | KooKoo       | Jukurit     |
| 2004 | KalPa     | Jukurit     | Hermes       | Jukurit     |
| 2005 | KalPa     | Sport       | TuTo         | KalPa       |
| 2006 | Jukurit   | Sport       | TuTo         | Jukurit     |
| 2007 | Hokki     | Jukurit     | Sport        | Sport       |
| 2008 | TuTo      | Hokki       | Jukurit      | TuTo        |
| 2009 | Sport     | Jokipojat   | Hokki        | Jokipojat   |
| 2010 | Jokipojat | D Team      | KooKoo       | KooKoo      |
| 2011 | Sport     | Jukurit     | D Team       | Jukurit     |
| 2012 | Sport     | Jokipojat   | KooKoo       | Jukurit     |
| 2013 | Jukurit   | KooKoo      | TuTo Hockey  | Jukurit     |
| 2014 | KooKoo    | Jukurit     | TuTo Hockey  | TuTo Hockey |
| 2015 | Jukurit   | KooKoo      | Hokki        | Jukurit     |
| 2016 | Jukurit   | Hokki       | Jokipojat    | Jukurit     |
| 2017 | SaPKo     | K-Vantaa    | Espoo-United | SaPKo       |
| 2018 | KeuPa HT  | TUTO Hockey | SaPKo        | KeuPa HT    |
| 2019 | Ketterä   | KeuPa HT    | TUTO Hockey  | Hermes      |
| 2020 | –         | –           | –            | Ketterä     |